# Kotlina Ałajska
Kotlina Ałajska (Dolina Ałajska) – dolina w Kirgistanie i częściowo w Tadżykistanie, pomiędzy Ałajem a Górami Akademii Nauk, rozciągająca się na długości ok. 200 km. Dno doliny znajduje się na wysokości 2500–3500 m n.p.m., przepływa tamtędy rzeka Kyzyłsuu. Występują stepy górskie.